# Basquetebol do Club Atlético Boca Juniors
O Basquetebol do Club Atlético Boca Juniors é o departamento de basquetebol do clube poliesportivo argentino de mesmo nome, sediado na cidade do La Boca, no Buenos Aires.
A equipe de basquetebol do Boca Juniors é uma das mais tradicionais do Argentina, tendo como principais títulos, quatro Liga Nacional de Básquet e três Campeonato Sul-Americano de Clubes Campeões.

## História

### Começos
A seção de basquete do clube foi criada em 1929 e no ano seguinte ingressou na Federação Argentina de Basquete, única entidade dirigente do basquete metropolitano desde então, onde competiria em divisões menores. A grande história do basquete surgiria com a criação do novo órgão dirigente do basquete nacional, a Associação de Basquete de Buenos Aires, uma organização semi-amadora e onde estavam filiados a maioria dos clubes de futebol. De 1937 a 1974, o basquete da cidade e arredores seria dividido entre "os que não cobram" da FABB, a Associação Porteña de Basquete desde 1954 e os "que cobram" da ABA, embora houvesse vários motivos para definir o basquete amador. O Boca Juniors, sob organização da ABA, disputa os Torneios Apertura durante meio ano e os Campeonatos Oficiais no segundo semestre e desde 1951 nos Torneios Metropolitanos, que reuniam no final do ano as melhores equipes da Associação Buenos Aires e da Federação de Basquete (posterior Associação Porteña).

### O time de estrelas
Na década de 1940, o Boca Juniors era conhecido como “o time das estrelas”. Nessa fase, o Boca venceu os Torneios Apertura de 1938 e 1939 e os Campeonatos Oficiais da Associação Buenos Aires em 1940 e 1941. O elenco alistou estes homens, em ordem alfabética: Pedro Aizcorbe, Daniel Anglés, Elías Bissio, Roberto Contini, Alberto Dayán, Víctor Di Vita, José Giuliano, Carlos Induni, Felipe Mattianich, Mario Mattioni, Pedro Rodríguez e Carlos Stroppiana.

### O retorno à glória
Já em 1955, o Boca tinha a intenção de restaurar o seu prestígio no basquete. O projeto começou com a contratação dos jogadores do Rosário Enrique Borda em 1954 e Bernardo Schime e Rubén Petrilli (um ano depois). Fazio, Alberto Noval e Egidio De Fornasari já estavam no elenco. A direção técnica foi confiada a Andrés “Naranjito” Rossi.
Entre 1956 e 1957 continuaram chegando grandes jogadores, como José Olivera de Santa Fe, José Novoa e Luis Pérez. Este projeto Rossi começou a dar frutos com o início de uma série interminável de sucessos. O primeiro foi o Torneio Metropolitano de 1957, título que o Boca repetiu em 1959, depois de ter sido vice-campeão em 1958. Também alcançou o status de vice-campeão da Associação Buenos Aires em 1958 e 1959.

### A coroa tripla-tripla
O sucesso da passagem de Rossi como direção técnica do Boca é liderado por Abelardo Rafael Dasso, onde foi vivido o ciclo mais importante da história do basquete do Boca Juniors. Ao lado dele, o Boca saiu no retângulo com Enrique Borda, Jesús María Díaz, Miguel Carrizo, Bernardo Schime, Alberto Desimone, Luis Pérez, Egidio De Fornasari, Alberto Noval, Héctor Vázquez, Rubén Castelli, Juan Carlos Mazzini, Abel Rojas, Luis Torrás, Edgardo Molinari e Héctor Rosales. Em 1961, 1962 e 1963, Xeneize conquistou a tríplice coroa: campeão da Associação Buenos Aires, do Apertura e do Metropolitano. Nesse período disputou 93 partidas, com recorde de 89 vitórias e apenas 4 derrotas.
O Boca também caiu com o Torneio Apertura de 1964 e os campeonatos da Buenos Aires Associação em 1965, 1966 e 1967, sempre com a direção técnica de Dasso e a orientação em campo de “Chino” Díaz.
O Boca sagrou-se campeão do Metropolitano em 1969 e vice-campeão do Torneio Oficial da Associação Buenos Aires. Em 1970, Enrique Borda foi o técnico azul e dourado, que plantou uma equipe de base formada por Juan Carlos Mazzini, Néstor Delguy, Adalberto Gusso, Emilio Dumani, Juan Tito e Jesús Díaz.

### Era Profissional

#### 1988: promoção à Liga Nacional de Basquete
Em 1988 conseguiu a promoção à categoria mais alta, sagrando-se campeão do torneio organizado pela Confederação Argentina de Basquete (CABB). Treinador Horacio Seguí, que foi durante anos e treinador da Seleção Argentina de Basquete deste esporte. 

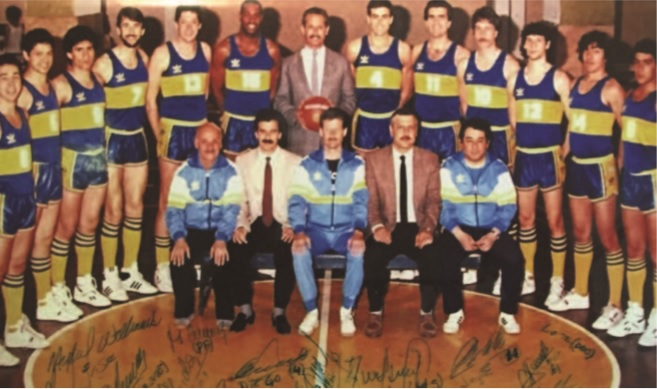
Esquadrão de Basquete do Boca Juniors. Campeonato da Liga Nacional B 1988.

Na foto, o elenco da promoção, conforme número da camisa: 
4 Diego de Simón
5 Pichi Cerizolla
6 Carlos Centeno
7 Ratones
10 Gato Meire
11 de Vicente
12 Sachi
13 Horacio Veigier
14 Jorge Malerba
15 Tomy Minor

## Arena
Localizado no Arzobispo Espinosa 600, no bairro portenho de La Boca, o Estádio Luis Conde, conhecido como «La Bombonerita», foi inaugurado em 29 de junho de 1996 e tem capacidade para 2.400 pessoas. Naquela data, o time foi batizado com um jogo amistoso entre o time da casa e o Obras Sanitarias, que terminou em 85 a 74 a favor do time da casa.
Em junho de 2022, foi anunciada uma série de reformas cuja conclusão estava prevista para outubro do mesmo ano, mas que finalmente ocorreram em janeiro de 2023. A remodelação do estádio 
consistiu na substituição do campo de jogo, com certificação FIBA; um sistema de iluminação com projetores LED 5700K; uma remodelação de vestiários, escritórios. O estádio foi reaberto em 16 de janeiro com a partida entre Boca e o Club Ciclista Olímpico pela Liga Nacional de Basquet 2022-23, que terminou com vitória do Boca por 84 a 76.

## Treinadores
- Esta lista inclui apenas os treinadores do Club Atlético Boca Juniors a partir de 1987, quando eles começaram a competir na era profissional do basquete argentino.

| N.º | Treinadores        | Mandatos |
| --- | ------------------ | -------- |
| 1º  | Horacio Greco      | 1987     |
| 2º  | Horacio Seguí      | 1988     |
| 3º  | Alberto Finger     | 1989–92  |
| 4º  | Ronaldo Córdoba    | 1992–93  |
| 5º  | León Najnudel      | 1993–95  |
| 6º  | Julio Lamas        | 1995–97  |
| 7º  | Néstor García      | 1997–99  |
| 8º  | Rubén Magnano      | 1999–00  |
| 9º  | Néstor García      | 2000–01  |
| 10º | Fernando Duró      | 2001–03  |
| 11º | Sergio Hernández   | 2003–05  |
| 12º | Carlos Duro        | 2005–06  |
| 13º | Eduardo Cadillac   | 2006     |
| 14º | Gabriel Piccato    | 2006–08  |
| 15º | Oscar Sánchez      | 2008     |
| 16º | Fernando Duró      | 2008–09  |
| 17º | Pablo D'Angelo     | 2009–10  |
| 18º | Oscar Sánchez      | 2010–12  |
| 19º | Néstor García      | 2012–13  |
| 20º | Carlos Duro        | 2013–14  |
| 21º | Ronaldo Córdoba    | 2014–15  |
| 22º | Adrián Capelli     | 2015–16  |
| 23º | Ronaldo Córdoba    | 2016–17  |
| 24º | Gustavo Fernández  | 2017–18  |
| 25º | Guillermo Narvarte | 2018–20  |
| 26º | Gonzalo García     | 2020–23  |
| 27º | Carlos Duro        | 2023–24  |
| 28º | Gonzalo Pérez      | 2024–    |

## Temporada por temporada
- Esta lista inclui apenas estatísticas do Club Atlético Boca Juniors a partir de 1987, quando começou a competir na era profissional do basquete argentino.

     Campeões       Vice-campeões       Subida       Rebaixado  
| Temporada | Divisão | Pos.      | V-D      | %    |
| --------- | ------- | --------- | -------- | ---- |
| 1987      | 2.°     | 23.°      | ?        | ?    |
| 1988      | 2.°     | 1.°       | ?        | ?    |
| 1989      | 1.°     | 14.°      | 12–19    | .387 |
| 1990      | 2.°     | 2.°       | ?        | ?    |
| 1990–91   | 1.°     | 10.°      | 16–25    | .390 |
| 1991–92   | 1.°     | 13.°      | 17–29    | .369 |
| 1992–93   | 1.°     | 13.°      | 23–29    | .442 |
| 1993–94   | 1.°     | 12.°      | 18–30    | .375 |
| 1994–95   | 1.°     | 4.°       | 30–21    | .588 |
| 1995–96   | 1.°     | 8.°       | 28–24    | .538 |
| 1996–97   | 1.°     | 1.°       | 42–16    | .724 |
| 1997–98   | 1.°     | 2.°       | 39–16    | .709 |
| 1998–99   | 1.°     | 5.°       | 32–17    | .653 |
| 1999–00   | 1.°     | 5.°       | 32–17    | .653 |
| 2000–01   | 1.°     | 3.°       | 32–20    | .615 |
| 2001–02   | 1.°     | 4.°       | 33–17    | .660 |
| 2002–03   | 1.°     | 2.°       | 38–11    | .775 |
| 2003–04   | 1.°     | 1.°       | 44–13    | .771 |
| 2004–05   | 1.°     | 2.°       | 40–16    | .714 |
| 2005–06   | 1.°     | 5.°       | 31–21    | .596 |
| 2006–07   | 1.°     | 1.°       | 36–24    | .600 |
| 2007–08   | 1.°     | 5.°       | 29–19    | .604 |
| 2008–09   | 1.°     | 7.°       | 26–27    | .490 |
| 2009–10   | 1.°     | 3.°       | 31–23    | .574 |
| 2010–11   | 1.°     | 13.°      | 17–30    | .361 |
| 2011–12   | 1.°     | 8.°       | 22–30    | .423 |
| 2012–13   | 1.°     | 4.°       | 32–20    | .615 |
| 2013–14   | 1.°     | 3.°       | 32–20    | .615 |
| 2014–15   | 1.°     | 14.°      | 23–34    | .403 |
| 2015–16   | 1.°     | 17.°      | 25–31    | .446 |
| 2016–17   | 1.°     | 19.°      | 20–41    | .327 |
| 2017–18   | 1.°     | 14.°      | 17–26    | .395 |
| 2018–19   | 1.°     | 7.°       | 25–23    | .520 |
| 2019–20   | 1.°     | 9.°       | 13–13    | .500 |
| 2020–21   | 1.°     | 3.°       | 27–15    | .642 |
| 2021–22   | 1.°     | 4.°       | 29–19    | .604 |
| 2022–23   | 1.°     | 2.°       | 35–19    | .648 |
| 2023–24   | 1.°     | 1.°       | 34–19    | .642 |
| 2024–25   | 1.°     | 1.°       | 39–14    | .735 |
| Totais    |         | 5 Títulos | 1019–789 | .564 |

## Títulos
| Continentais | Continentais                                | Continentais | Continentais                                          |
|              | Competição                                  | Títulos      | Temporadas                                            |
| ------------ | ------------------------------------------- | ------------ | ----------------------------------------------------- |
|              | Campeonato Sul-Americano de Clubes Campeões | 3            | 2004, 2005 e 2006                                     |
| Nacionais    |                                             |              |                                                       |
|              | Competição                                  | Títulos      | Temporadas                                            |
| Argentina    | Liga Nacional de Básquet                    | 5            | 1996—96, 2002—03, 2006—07, 2023—24 e 2024—25          |
| Argentina    | Campeonato Argentino                        | 1            | 1963                                                  |
| Argentina    | Copa Argentina                              | 5            | 2002, 2003, 2004, 2005 e 2006                         |
| Argentina    | Torneio Top 4                               | 1            | 2004                                                  |
| Argentina    | Supercopa                                   | 1            | 2024                                                  |
| Argentina    | Copa Súper 20                               | 1            | 2025                                                  |
| Amateur      |                                             |              |                                                       |
|              | Competição                                  | Títulos      | Temporadas                                            |
| Argentina    | Torneio de Apetura                          | 6            | 1938, 1939, 1961, 1962, 1963, 1964                    |
| Argentina    | Torneio Metropolitano                       | 6            | 1957, 1959, 1962, 1963 e 1969                         |
| Argentina    | Torneio Oficial                             | 9            | 1940, 1941, 1961, 1962, 1963, 1965, 1966, 1967 e 1970 |
| Total        |                                             |              |                                                       |
|              | Conquistas                                  | Total        | Por categoria                                         |
|              | Títulos oficiais                            | 41           | 3 Internacionais, 17 Nacionais e 21 Amateur           |

- Referência: [5]